# 新くまのプーさん
『新くまのプーさん』（しんくまのプーさん、原題: The New Adventures of Winnie the Pooh）は、A.A.ミルンの児童文学作品『クマのプーさん』を原作とするテレビアニメ。アメリカ合衆国で1988年9月10日から1991年12月14日まで放送された。全4期・全51話。

## 概要
タイトルの『新くまのプーさん(The New Adventures of Winnie the Pooh)』は、『くまのプーさん 完全保存版(The Many Adventures of Winnie the Pooh)』に対して名づけられた。
「くまのプーさん 完全保存版」に登場した全てのキャラクターに加え、犬のスキッピーやクリストファー・ロビンのベビーシッター、泥棒コンビのスタンとヘフ、ネズミ軍団、オウルの親戚デクスターといったアニメオリジナルのゲストキャラクターが登場した。なかでも、青い小鳥のケシーは本作に2回しか登場していないにもかかわらず、後に制作された人形劇「ザ・ブック・オブ・プー」ではレギュラーとなるほど出世を遂げた。
日本においては、テレビ放送に先行する形でビデオ展開が行われた。1989年にバンダイより「プーさんと森のなかま」と「プーさんのはちみつ泥棒」の2本のVHSが発売された後、1991年から1994年にかけてVHSにて改めて傑作選という形で展開と発売が行われ、翌1995年から1997年にかけてテレビ東京にて放送が行われた（#日本国内での放送も参照）。
その後、2003年から2005年にかけて傑作選DVDが発売された。DVDの吹き替えは以前発売されたVHSとテレビ東京で公開された吹替を転用した為に一部キャラクターの声優が不統一となっている。なお、ブルーレイ化は2025年時点で行われていない。

## 製作

### 前史
原作『クマのプーさん』のテレビアニメ化の構想は1957年に初めて企画された。アメリカのテレビネットワークNBCは『進め!ラビット』や『ロッキーとブルウィンクルの大冒険』で知られるプロデューサーのジェイ・ワードにパイロット版の制作を依頼し、『The World of Winnie the Pooh』という作品を企画。全39話を制作する予定だった。いくつかの歌とセリフが録音されたものの、この企画は最終的に白紙となった。
1961年、ウォルト・ディズニーが『クマのプーさん』の映像化権を購入し、1960年代後半から1970年代前半にかけて3本の短編映画シリーズを制作した。
その後、ディズニーはケーブルテレビ向けのペイ・パー・ビューチャンネル「ディズニー・チャンネル」を開局し、同局にて 『Welcome to Pooh Corner』という着ぐるみとアニマトロニクスを使用した人形劇を制作・放送した。同番組は当時ディズニー・チャンネルで最高評価の番組となった。同番組はビデオソフトも発売され、新規に制作された特典映像が人気を博したたことで1986年と1987年にチャートのトップを飾るほどヒットした。

### 企画
1980年代中盤、ディズニーが自社の版権をどう生かすべきかについて議論していた際にディズニー・テレビジョン・アニメーションの副社長だったリチャード・H・フランクが『くまのプーさん』のテレビアニメ化を提案した。フランクは会議の中で「プーさんは土曜朝のアニメ枠で放送するのに丁度いい作品だ」と発言し、また百貨店「シアーズ」と提携して版権をうまく活用できるのではないかと考えた。
フランクは早速『わんぱくダック夢冒険』のパイロット版の制作に取り組んでいたマーク・ザスロヴに企画書の執筆を依頼し、ザスロヴは戦没将兵追悼記念日の週末から3日かけて完成させた。企画はディズニーの上層部に好評で、すぐにゴーサインが下りた。
企画が通ると、早速テレビネットワークのABCに売り込んだ。ABCに売り込んだ理由は、ディズニーがテレビアニメ業界に進出する際にアメリカ3大ネットワーク全てと会談し、NBCには『ガミー・ベアの冒険』、CBSには『The Wuzzles』の放送権を販売したものの、当時はその2作しか作っておらず、ABC向けに放送できそうな番組がなかったことが挙げられる。その為、ディズニーのマイケル・アイズナーCEOとゲイリー・クライセルはお詫びを込めて本作を売り込み、ABC幹部が温かく受け入れたことで同局での放送が正式に決定した。
ABCが受け入れた理由としては、当時同ネットワークが土曜朝に放送していたアニメ枠の視聴率が同時間帯で最下位となっていたため、そのテコ入れを検討していたからである。この当時同局で放送されていた未就学児向けアニメ『The Little Clowns of Happytown』は非常に視聴率が悪く、その原因としてターゲットとしていた幼児はテレビのチャンネルを変えることができないからではないかと考え、より知名度の高い作品を放送すれば見てくれるだろうと期待していた。
1987年11月15日、本作の制作が正式に発表された。同作は、ディズニーの主要キャラクターを題材とした土曜朝の全国ネットアニメとして初の作品となった。しかし、当初は本作が成功するかどうかは疑問視されていた。当時アメリカの土曜朝のアニメといえば、同じようなシナリオ、浅はかなキャラクター、安っぽいアニメーションと見做されており、アニメファンからは子供の頃から親しんだプーさんをテレビで活かせるのかと考えたからである。

### 制作作業
当時のアメリカのテレビアニメは1シーズンに13話から18話程度制作されたが、ABCは第1期を制作するにあたり25話分を発注した。
企画は熱心なプーさんファンであるカール・ゲールズが数ヶ月かけて行った。当時、ウォルト・ディズニー・テレビジョン・アニメーションの従業員はわずか80人で、制作中のアニメも2作品のみ、スタジオもディズニーの本社ではなくテレビ芸術科学アカデミー本部を間借りして制作していた状況であった。そんな状況だったが、ディズニーは長編映画と同じ高い基準を番組に求め、あらゆる年齢層の視聴者にアピールする「言葉と価値観に富んだ物語と、楽しく演技の良いキャラクター」をモットーに、土曜朝のテレビ番組に新たな卓越性の基準を確立したいと願っていた。

#### 脚本
脚本の執筆プロセスは、シリーズ構成を務めたザスラブに各脚本家がストーリーの構想を提示することから始まった。その中から最も優れたものが選ばれ、ABCの幹部に送って承認してもらい、続いてストーリーのアウトラインと脚本が作成された。このプロセスは1エピソードあたり約1ヶ月を要した。スタッフは原作のファンが多く、なるべく原作に忠実であるように自身の脚本と原作書籍を照らし上げ、キャラクターの性格が原作に忠実であるように考慮しながら執筆し、更に冒険やアクションと奇抜なシーンを適切なバランスで組み合わせようと試みた。スタッフはこの制約に苦労し、総監督のケン・ケッセルはこのことに対して「キャラクターの能力と個性によって制約を受ける」と語った。脚本スタッフは1940年代のディズニーの短編映画の精神を伝えたいと考え、ジャック・ハンナ、ウォード・キンボール、ジャック・キニー、ディック・キニーといったアーティストからインスピレーションを得た。
本作にはコンプライアンス担当のディレクターが1人配置され、子供が危険な行為などを真似しないように、キャラクターの行動には細心の注意が払われた。ただ、ゴーファーが火薬を持つことを許すべきかについては賛否が分かれた。この他、カリフォルニア州グレンデールに拠点を置くコンサルティング会社が、ターゲット層に番組をよりアピールするために、キャラクターの話し方・外見・行動について制作スタッフ達に助言した。コンサルタントとスタッフとの関係は良好だったと評されている。

#### 実制作
他の多くのテレビアニメと同様、実制作は海外に外注された。これは主に予算と人手不足によるものである。脚本・音楽・演出・キャラクターデザイン・色彩設計はすべてアメリカのディズニーにいる従業員約30名によって手がけられたが、それ以外の実制作はすべて海外に送られ、約300名のスタッフが仕上げ作業に取り組んだ。
第1期は日本の東京ムービー新社が中心となって制作し、それ以降はディズニーの海外スタジオ3社と、韓国のハンホ興業、台湾のワン・フィルム・プロダクションで制作された。この番組は、ディズニーやABCだけでなく他の制作会社やテレビ局も将来の番組に期待する同様のアニメの基準を確立した。
この番組では異例なほど多くのセル画が使用された。アメリカの一般的なテレビアニメでは1話につき8,000～12,000枚、日本のアニメは3,000枚程度使用されるのに対し、本作はエピソードごとに20,000枚も使用しており、当時のどのテレビアニメよりも作画枚数が多かった 。

#### 音楽
アニメーションが完成した後、フィルムがアメリカに送られて劇伴や効果音を挿入した。劇伴はトム・シャープによって作曲され、トランペット、木管楽器、フルストリングスなどの楽器を使ってオーケストラによって演奏された。

#### キャスティング
本作のプロデューサーはなるべくオリジナル版と同じ声優を起用しようと考えており、プーさん役にスターリング・ホロウェイをオーディションに呼んだが、高齢のため以前のような声が出せなくなっていた。他にはバージェス・メレディスやE・G・マーシャルといったベテラン俳優もオーディションに参加し、最終的にはジム・カミングスが役を勝ち取った。
ティガー役のポール・ウィンチェル、ピグレット役のジョン・フィードラー、オウル役のハル・スミスに関しては続投された。ウィンチェルに関しては持病の問題と医師の指示により、抜き録りが行われていた。しかし、ウィンチェルは飢餓を救うための慈善活動としてアフリカに行くことが多く、その際はプー役のカミングスが代役を行った。第3期の途中から正式にカミングスが役を引き継ぐこととなり、その際にウィンチェルはカミングスに対して「俺の小さな友達の面倒を見てあげて」と言った。フィードラーは本作について「1968年に始めた時と同じくらい役を楽しめたので、本作での仕事に非常に誇りを持っている」と述べている。
ラビット役は新たにケン・サンソムが配役された。
プレスコは基本的にバーバンクのB&Bスタジオにて行われたが、フィードラーはニューヨーク市で、ウィンチェルは稀にフロリダ州にてそれぞれ抜き録りした。

### プロモーション
本作が開始した1988年、各テレビ局は子供の視聴率の低下に悩まされており、ABCも6歳未満の子供の視聴率が依然と比べて37%低下していたことに悩まされていた。同ネットワークの幹部は、この原因をニールセンの調査方法が変わったことが原因だと推測した。それまでのデータは、単に家庭用テレビに内蔵された装置によって自動的に記録されていたのが、前年にピープルメーターが導入されたことによって、調査対象者は子供の出入りや番組を記録するボタンを手動で押す必要が発生し、特に子供はその操作に苦労しているケースが多かった。その結果、広告主に保証できない視聴者層が生まれた
そこで、ABCは以前制作したアニメのリメイク版などを中心に放送することを決定し、大人などにもアピールするようになった。その目玉として本作を充てた。プーさんは、ネットワーク幹部が「目玉となる価値」と呼ぶもの、つまり馴染みがあって既に固定のファンがいるコンテンツだったからである。スクワイア・ラシュネルは、プーさんが6歳から11歳までの「やや洗練された」視聴者層を引き付けることができると期待した。
ABCは放送開始の3週間前からゴールデンタイムに本作の宣伝するなど、異例のプロモーションを行った。これに関しては、同時期に全米脚本家組合がストライキを起こした影響で番組の制作が停止し、その枠を埋める目的もあった。本作の番宣CMは「今、あなたは子供時代のヒーローを子供たちと共有できます」というキャッチフレーズで『Thirtysomething』や『こちらブルームーン探偵社』といった大人向けのテレビドラマでも合間に流された。また、1988年9月4日の映画番組枠『ABCサンデーナイトムービー』でも「税収前。思春期前。子供時代。そしてくまのプーさん」というキャッチフレーズのCMが放送された。
放送開始前日である1988年11月11日の夜、土曜朝のアニメ作品の番宣番組が放送された。番組の中では『The New Adventures of Beany and Cecil』や『A Pup Named Scooby-Doo』などと併せて本作が宣伝され、この事前番組は視聴率7.3%、占拠率14%を獲得。同時間帯2位となり、1,120万人の視聴者を獲得した。
前述の通りシアーズとのタイアップすることを前提として番組が企画されたことから、同社も積極的に番宣活動に参加した。放送開始当日の朝、同社とゼネラル・ミルズの共催により、シアーズ各店舗でチャリティー朝食会が開催され、4万人以上の子供が第1話の放送を店内のテレビで鑑賞した。一部の店舗ではプーさんなど各キャラクターの着ぐるみも登場した。また、同社が年末に配布したクリスマスカタログでは、8ページにわたって本作関連の内容を掲載した。

### 放送

#### アメリカ国内での放送
以下の放送時間は東部標準時（ET）に基づく。
1980年代後半、ディズニー社内では自社制作番組をディズニー・チャンネルで放送すべきか、それとも他のチャンネルで放送すべきかという議論が巻き起こった。幹部の中にはディズニー・チャンネル以上に重要なものはないと考えていた人もいたが、本作をABCに売り込んだゲイリー・クライセルなどは、ケーブルテレビに加入していない視聴者層を失うリスクがあると考えて反対した。最終的に、ディズニー・チャンネル社長のジョン・F・クックとの間で妥協案が成立し、クックはクライセルの部門に初回放送権を「支払う」ことで同意した。
本作は、1988年1月17日にディズニー・チャンネルで先行放送が開始し、13話分が同年4月10日まで週末の午前8時30分に放送された。
その後は前述の通りABCに移行し、土曜8時30分から9時30分の1時間番組として放送された。1989年秋改編で本番組を30分に縮小の上で『ガミー・ベアの冒険』がNBCから移動し、同作を含めたコンプレックス番組『Gummi Bears-Winnie the Pooh Hour』として放送された。翌年の改編で同作がディズニー・アフターヌーン（番組販売形式の放送枠）に移行したことで再び単独番組となり、同時に放送時間が8時00分から8時30分に繰り上がった。
1991年末で新作の制作は打ち切りとなり、同年12月14日のゴールデンタイムにクリスマス特番として最終回『プーさんのメリークリスマス』が放送された。以降も同ネットワークでは1993年まで引き続き再放送を行った。

#### 日本国内での放送
日本でのテレビ放送はテレビ東京の番組『ミッキー・キッズ』のコーナーとして1995年4月7日から1996年3月29日にかけて本放送が行われた。この時は10分枠だったので、各話のAパート・Bパートを分割してランダムに放送していた。
その後、後番組『ディズニー・トゥーンタウン』にて1996年11月1日から1997年10月23日にかけて改めて本国での放送順に沿った形で放送し、以前放送できなかった30分1話完結の作品もここで初放送された。
2018年11月1日より、ディズニージュニアでデジタルリマスター版が第26話まで初放送された。但し、第16話「プーさんのきらきら星」のデジタルリマスター版は制作されなかった。
| 放送期間                     | 放送時間         | 放送局     | 対象地域   | 備考                     |
| ---------------------------- | ---------------- | ---------- | ---------- | ------------------------ |
| 1995年4月7日 - 1996年3月29日 | 金曜 7:35 - 8:05 | テレビ東京 | 関東広域圏 | 『ミッキー・キッズ』枠内 |

| 放送期間                       | 放送時間         | 放送局     | 対象地域   | 備考                                 |
| ------------------------------ | ---------------- | ---------- | ---------- | ------------------------------------ |
| 1996年11月1日 - 1997年10月23日 | 金曜 7:30 - 8:00 | テレビ東京 | 関東広域圏 | 『ディズニー・トゥーン・タウン』枠内 |

## 設定
本作はこれまでの作品以上にアメリカナイズされており、舞台も1920年代のイングランドから現代（1980～90年代）のアメリカに変更された。クリストファー・ロビンは母親と共に郊外の家に住んでいて、イギリス英語ではなくアメリカ英語を話す。クリストファー・ロビンの性格に関しても、原作とは異なりビル・ワターソンの漫画『カルビンとホッブス』の主人公であるカルビンのようにキャラ付けされた 。また、本作最大の特徴として、他のシリーズのようにナレーターが存在しない 。
主要な舞台は100エーカーの森ではあるが、時折登場人物は街に繰り出して買い物や映画館に行くことがあった。ほかには、登場人物たちが雲の中へ旅に出たり、願いを叶える井戸に降りるなどよりファンタジックな展開もあり、西部劇風の番外編も制作された。
以上の通り『くまのプーさん』シリーズとしてはかなり異例な作品ではあったが、脚本家らは可能な限り作品が陳腐にならず、時代を超越したものにすることを重点を置き、1980～90年代の都合の良い要素はなるべく排除し、あくまで100エーカーの森をネバーランドとして描き、冒険に話の重点を置きつつも、ミルンの描く登場人物たちの誠実さを保つよう努めた。

## テーマと分析
本作は風俗喜劇として制作され、暴力や悪役が殆どない珍しいアニメとして称賛された。番組の主要テーマは、登場人物の間でしばしば生じる複雑な状況や誤解と、それを解いて正常な状態に戻ることとしていた。例えば、あるエピソードでは、プーはラビットに「家とハニーを食べ尽くされた」と聞き、ラビットが引っ越すのかと勘違いするという展開があった。このような話を書くにあたって、脚本家たちはビル・コスビーやガーハン・ウィルソン、そして『マイロのふしぎな冒険』を参考にした。さらに、スタッフは「年長児」と呼ばれる大人の視聴者も非常に意識しており、常に彼らにも訴える感性を目指していた。その為、本作は小さな子供には理解できないような難解な話も多かったが、それに対して総監督のケッセルは、「ミルンの原作でも同様であった」と回答している。
これまでの『くまのプーさん』のアニメとは異なり、殆どの回をアニメオリジナルエピソードが占めた。脚本家たちはミルンからのコピーではなく、あくまで現代におけるミルンのエッセンスを描くこと、つまり元の物語と同じ魅力とスタイルを保つことにこだわった。エピソードにはプロット的にアクションがほとんどなく、後年に同時期に放送されていたドラマ『となりのサインフェルド』（NBC）と比較されることもある。主なストーリーラインは、登場人物とその関係性から派生していた。内容としては、プーがハチミツを探すといった単純なものから、クリストファー・ロビンがベッドの下に閉じ込められるといったドラマチックなものまで多岐にわたる。 中には『フランケンシュタイン』や『シャーロック・ホームズ』のパロディ回もあった。
各エピソードは社会情緒的な問題に焦点を当て、チームワーク、機知、困難を乗り越える方法、前向きな考え方の力、友情の大切さといったテーマを取り上げ、誠実さ、責任、粘り強さ、協力、友情、思いやりといった力強いメッセージを伝えた。そしてそれぞれの話で教えられる教訓は、子どもたちが自分自身の人生と照らし合わせることに役立てられ、また幼い子供たちが空想と現実を区別し、子供時代の一般的な恐怖を克服するのを助けるように設計されていた。これらは、他の番組で見られる「向社会的な断片」をより巧妙な形で提示した。

## 評価

### 批評
ロサンゼルス・タイムズのチャールズ・ソロモンは、放送開始当初「ここ数年で最高のテレビアニメ」と評し、数ヶ月後には「今シーズンで最も洗練された新番組であるだけでなく、テレビアニメ史上最も見栄えの良いシリーズの一つでもある」と大絶賛した。ソロモンは翌年もやはり肯定的な評価を下している。
アトランタ・ジャーナル・コンスティテューションは「通常の子供向け番組よりもはるかに詳細で生き生きとしたアニメーションが含まれている」と述べた。TVガイド（日本の週刊TVガイドとは無関係）は「劇場レベルのアニメーション、軽快なストーリー、ラフトラックを意図的に避けた点、そして何よりも、視覚的なジョークをそのまま表現する姿勢」を高く評価した。エンターテインメント・ウィークリーは「ドタバタ喜劇や悪役など、90年代の冒険好きを満足させるのに十分な興奮がある」と評した。ニューヨーク・タイムズは、本作がミルンの原作に対して「愛情のこもった忠実さ」であることを評価した。ナイト・リダーのリー・ウィンフリーは、脚本家たちがミルンのキャラクターの完全性をうまく維持し、アニメーターもE・H・シェパードのイラストを再現していることを称賛し、同じくナイト・リダーのジーン・シーモアも、ゼネラル・ミルズのCMを除いたテレビアニメの中で最高のアニメーションだと評した。ミルウォーキー・ジャーナルは、本作について「子供たち、そしておそらくその親たちに、プー横丁をゆっくりと散策する機会を与えてくれるだろう」と述べた。デイトン・デイリー・ニュースは、この番組をテレビ番組の中でも優れた作品と評し、「ディズニー・スタジオによるこのアニメは、同社の長編アニメ映画ほど豪華ではないものの、テレビアニメの水準をはるかに上回っている」と記した。チャールズ・ウィットバックは、この番組を称賛し、「ミルンはトップに立った」と主張し、派手で騒々しいハリウッドの中で、この番組は独特の存在であり続けていると記した。ザ・バーナーディーノ・サンは「もし子供たちが他の番組の言葉のウィットに富んだ内容を気に入ったら、『くまのプーさん』の豊かで洗練された内容にも挑戦するだろう」と記した。
コモンセンス・メディアは本作に5つ星中4つ星を与え、「その教訓は登場人物と同じくらい古典的で、時の試練を受けている」とし、また「古典的なキャラクターは未就学児を喜ばせるだろう」と述べている。ハル・エリクソンは著書『テレビジョン・カートゥーン・ショー』の中で、本作を「慌ただしい土曜の朝のドタバタコメディの嵐」の中での心地よい静けさだと評した。DVDizzy.comは、この番組を「ミルンの創作精神とディズニーの素晴らしい短編映画のアニメーションの両方に忠実」だと称賛した。DVDVerdict.comは、本作を「今でも素晴らしい、心優しい子供向けエンターテイメントとしてランク付けされている、非常に立派な作品」とし、「子供たちはこれを楽しむべきであり、大人は子供たちをこの心優しい番組に1時間安心して預けられるはずだ」と大絶賛した。デビッド・パールマッターは著書『"America Toons In"』の中で、この番組の長寿は「愛されているキャラクターの永続的な魅力の証」だと述べた。
無論、全てのレビューが肯定的というわけではない。グッド・ハウスキーピングは、本作について「かわいくて愛らしいが、教育的価値は基本的に子供向けの『私は大丈夫、あなたも大丈夫』というテーマに限られている」と評した。フィラデルフィア・デイリー・ニュースのエヴァン・レヴィンは本作に賛否両論の評価を与え、「このシリーズは、これまで見てきた他の多くのアニメよりも確かに優れているし、登場人物は皆、実に個性的だが、色彩が明るすぎるし、全体的に厳しい」と評した。スクリップス・ハワード・ニュース・サービスのジャン・クレイン・ルーディーンは、本作を「ひどい」と評し、想像力に欠けていると感じたと述べている。ワシントン・ポストのデッソン・ハウは、本作を「安っぽく甘ったるい料理」と酷評した。
その他、第43話「早く寝なくちゃだめ!（"Sorry, Wrong Slusher"）」の登場人物が夜更かしてピザを食べながらスラッシャー映画を鑑賞するという内容が、暴力的などと批判された

## 声の出演
| 役名                   | 原語版声優                            | 日本語吹き替え版声優 | 日本語吹き替え版声優 | 日本語吹き替え版声優 | 日本語吹き替え版声優 | 日本語吹き替え版声優 |
| 役名                   | 原語版声優                            | バンダイ             | ♯1、16               | 日本語吹替1          | 日本語吹替2          | 日本語吹替3          |
| ---------------------- | ------------------------------------- | -------------------- | -------------------- | -------------------- | -------------------- | -------------------- |
| プー                   | ジム・カミングス                      | 吉村よう             | 吉村よう             | 八代駿               | 八代駿               | 八代駿               |
| ピグレット             | ジョン・フィードラー                  | 小宮山清             | 小宮山清             | 小宮山清             | 小宮山清             | 小宮山清             |
| ティガー               | ポール・ウィンチェル→ジム・カミングス | 屋良有作             | 玄田哲章             | 玄田哲章             | 玄田哲章             | 玄田哲章             |
| ラビット               | ケン・サンソム                        | 小山武宏             | 富山敬               | 富山敬               | 龍田直樹             | 龍田直樹             |
| イーヨー               | ピーター・カレン                      | 石田太郎             | 石田太郎             | 石田太郎             | 石田太郎             | 石田太郎             |
| ゴーファー             | マイケル・ガフ                        | 吉水慶               | 辻村真人             | 辻村真人             | 辻村真人             | 辻村真人             |
| オウル                 | ハル・スミス                          | 西本裕行             | 上田敏也             | 上田敏也             | 上田敏也             | 上田敏也             |
| カンガ                 | パトリシア・パリス                    | 不明                 | 片岡富枝             | 片岡富枝             | 片岡富枝             | 片岡富枝             |
| ルー                   | ニコラス・メロディ                    | 不明                 | 山口淳史             | 田中恭平             | 田中恭平             |                      |
| クリストファー・ロビン | ティム・ホスキンス                    | 土井美加             | 大友大輔             | 林勇                 | 林勇                 | 白尾佳也             |

- バンダイ = 1988年 VHS
- 1、16 = 1991年 VHS
- 日本語吹替1 = 1992年 - 1994年：VHS/1995年4月7日 - 1995年9月：テレビ東京
- 日本語吹替2 = 1995年10月 - 1996年3月29日：テレビ東京
- 日本語吹替3 = 1996年11月1日 - 1997年10月23日 : テレビ東京

## 放映リスト
※日本初放送日はテレビ東京放送分。
| 日本 | アメリカ | サブタイトル(日)                                        | サブタイトル(米)                                       | 放送年(米)     | 放送年(日)                    |
| ---- | -------- | ------------------------------------------------------- | ------------------------------------------------------ | -------------- | ----------------------------- |
| 1話  | 1-1      | プーさんとニンジンおばけ                                | Pooh Oughta Be in Pictures                             | 1988年9月10日  | 1996年11月1日                 |
| 2話  | 1-2      | やっぱり友達って良いね! 元気出して、イーヨー            | Friend in Deed Donkey for a Day                        | 1988年9月17日  | 1995年6月16日 1995年6月2日    |
| 3話  | 1-3      | キャンプは楽しい 風船をわったのは誰？                   | There's No Camp Like Home Balloonatics                 | 1988年9月24日  | 1995年5月26日 1995年6月23日   |
| 4話  | 1-4      | さよなら、ケシー                                        | Find Her, Keep Her                                     | 1988年10月1日  | 1997年3月28日                 |
| 5話  | 1-5      | 王様になったピグレット                                  | The Piglet Who Would Be King                           | 1988年10月8日  | 1997年2月21日                 |
| 6話  | 1-6      | おそうじは大変!                                         | Cleanliness Is Next To Impossible                      | 1988年10月15日 | 1997年1月31日                 |
| 7話  | 1-7      | ハチミツどろぼうはだれ?!                                | The Great Honey Pot Robbery                            | 1988年10月22日 | 1996年12月13日                |
| 8話  | 1-8      | しまをなくしたティガー 最高のおくりもの                 | Stripes Monkey See, Monkey Do Better                   | 1988年10月29日 | 1995年10月20日 1995年10月27日 |
| 9話  | 1-9      | ベビーシッターは大いそがし                              | Babysitter Blues                                       | 1988年11月5日  | 1997年1月3日                  |
| 10話 | 1-10     | ラビットの家出                                          | How Much is That Rabbit in the Window?                 | 1988年11月12日 | 1997年1月10日                 |
| 11話 | 1-11     | 風とともにバイバーイ 歯がない!                          | Gone with the Wind Nothing But the Tooth               | 1988年11月19日 | 1996年3月29日 1997年2月7日    |
| 12話 | 1-12     | 西部のヒーロー、覆面グマ                                | Paw and Order                                          | 1988年11月26日 | 1996年11月15日                |
| 13話 | 1-13     | ラビットのブックエンド ジュニアの3つの「T」             | Honey for a Bunny Trap as Trap Can                     | 1988年12月3日  | 1995年6月30日 1995年10月13日  |
| 14話 | 1-14     | ティガーは仮面のヒーロー バンプティとスプーカブル       | The Masked Offender Things That Go Piglet in the Night | 1988年12月24日 | 1995年7月7日 1995年9月8日     |
| 15話 | 1-15     | 7年もアンラッキー 魔法の耳当て                          | Luck Amok Magic Earmuffs                               | 1988年12月31日 | 1997年2月7日 （不明）         |
| 16話 | 1-16     | プーさんのきらきら星                                    | The Wishing Bear                                       | 1989年1月7日   | 1996年12月20日                |
| 17話 | 1-17     | ティガーは森の王様 夕食に来たネズミ                     | King of the Beasties The Rats Who Came to Dinner       | 1989年1月14日  | 1995年5月19日 1995年11月3日   |
| 18話 | 1-18     | ぼくのヒーロー オウルの羽                               | My Hero Owl Feathers                                   | 1989年1月21日  | 1995年4月28日 1995年5月12日   |
| 19話 | 1-19     | ピグレットは小さなヒーロー おさかながいっぱい           | A Very, Very Large Animal Fish Out of Water            | 1989年1月21日  | 1995年11月10日 1995年8月25日  |
| 20話 | 1-20     | ラビットの忘れ物 ティガーのジャンプ                     | Lights Out Tigger's Shoes                              | 1989年2月4日   | 1995年11月17日 1995年4月14日  |
| 21話 | 1-21     | ティガーになったイーヨー 探偵ティガー登場               | The "New" Eeyore Tigger, Private Ear                   | 1989年2月11日  | 1995年9月15日 1995年7月21日   |
| 22話 | 1-22     | パーティーは大騒ぎ ぼくどろんこ大好き                   | Party Poohper The Old Switcheroo                       | 1989年2月18日  | 1995年7月14日 1995年5月5日    |
| 23話 | 1-23     | かげぼうしと遊ぼう ピグレットのしゃっくり               | Me and My Shadow To Catch a Hiccup                     | 1989年2月25日  | （不明） 1995年6月9日         |
| 24話 | 1-25     | 宝物を探せ プーさんのおひっこし                         | Rabbit Marks the Spot Good-bye, Mr. Pooh               | 1989年3月4日   | 1995年8月18日 1996年1月5日    |
| 25話 | 1-24     | 割れないシャボン玉 春よ来い?!                           | Bubble Trouble Groundpiglet Day                        | 1989年3月11日  | 1996年1月12日 1997年3月14日   |
| 26話 | 1-26     | プーさんとふしぎな井戸                                  | All's Well That Ends Wishing Well                      | 1989年3月18日  | 1996年11月8日                 |
| 27話 | 2-1      | バレンタインのプレゼント                                | Un-Valentine's Day                                     | 1989年3月25日  | （不明）                      |
| 28話 | 2-2      | ラビットのとりで フランケン・プー                       | No Rabbit's a Fortress The Monster Frankenpooh         | 1989年10月28日 | （不明） 1997年1月17日        |
| 29話 | 2-3      | プーさんのさがしもの 空飛ぶプーさん                     | Where Oh Where Has My Piglet Gone? Up, Up and Awry     | 1989年11月4日  | 1995年9月22日 1995年9月29日   |
| 30話 | 2-4      | イーヨーのしっぽのお話し 3匹のピグレット                | Eeyore's Tail Tale Three Little Piglets                | 1989年11月11日 | （不明） 1996年12月6日        |
| 31話 | 2-5      | ピグレットのトロフィー プーさんを止めて!                | Prize Piglet Fast Friends                              | 1989年11月18日 | （不明） 1995年12月15日       |
| 32話 | 2-6      | お月さまのはちみつ みんなでカラス退治                   | Pooh Moon Caws and Effect                              | 1989年11月25日 | 1995年12月29日 1995年11月24日 |
| 33話 | 3-1      | 待て待てボトル オウルの家族                             | Oh, Bottle Owl in the Family                           | 1989年12月30日 | 1995年4月7日 1996年1月19日    |
| 34話 | 3-2      | 本物のプーさんは誰 ピグレットの夢                       | Sham Pooh Rock-a-Bye Pooh Bear                         | 1990年3月3日   | 1995年7月28日 1995年9月1日    |
| 35話 | 3-3      | ボールで遊ぼう ティガーの新しいおともだち               | What's the Score, Pooh? Tigger's House Guest           | 1990年3月17日  | （不明） 1995年12月22日       |
| 36話 | 3-4      | ラビットのバケーション もういいかい、もうイーヨー       | Rabbit Takes a Holiday Eeyi Eeyi Eeyore                | 1990年3月31日  | 1996年1月26日 1995年4月21日   |
| 37話 | 3-5      | 空が雨もり!                                             | Pooh Skies                                             | 1990年4月7日   | 1997年2月28日                 |
| 38話 | 3-6      | プーさんとハチミツの大さわぎ エイプリル・フールをさがせ | To Bee or Not to Bee April Pooh                        | 1990年4月14日  | 1996年2月2日 1996年2月9日     |
| 39話 | 3-7      | 騎士になったピグレット                                  | A Knight to Remember                                   | 1990年9月1日   | 1997年1月24日                 |
| 40話 | 3-8      | 発明王、ティガー 虫さんはどこ?                          | Tigger is the Mother of Invention The Bug Stops Here   | 1990年11月24日 | （不明） 1996年2月16日        |
| 41話 | 3-9      | ゴーファーのトンネル プーさんを助け出せ                 | Easy Come, Easy Gopher Invasion of the Pooh Snatchers  | 1990年12月1日  | 1996年2月23日 1995年8月4日    |
| 42話 | 3-10     | 誰でもない奴 小鳥のケシー                               | Tigger Got Your Tongue? A Bird in the Hand             | 1990年12月8日  | 1996年3月1日 1995年8月11日    |
| 43話 | 4-1      | 早く寝なくちゃだめ!                                     | Sorry, Wrong Slusher                                   | 1990年12月15日 | 1997年3月7日                  |
| 44話 | 4-2      | 大人になるって大変!                                     | Grown, But Not Forgotten                               | 1990年12月29日 | 1997年3月21日                 |
| 45話 | 4-3      | 犬の世話は大変!?                                        | A Pooh Day Afternoon                                   | 1991年3月2日   | 1997年2月14日                 |
| 46話 | 4-4      | プーさんのカウボーイ                                    | The Good, the Bad, and the Tigger                      | 1991年3月9日   | 1996年11月29日                |
| 47話 | 4-5      | やっぱりお家が一番                                      | Home Is Where the Home Is                              | 1991年3月16日  | 1996年12月27日                |
| 48話 | 4-6      | シャベルのルシール 天才になったプー                     | Shovel, Shovel, Toil and Trouble The Wise Have It      | 1991年6月15日  | 1996年3月8日 1996年3月15日    |
| 49話 | 4-7      | おこった雲 穴掘りゴーファーの夢                         | Cloud, Cloud Go Away To Dream the Impossible Scheme    | 1991年7月20日  | 1996年3月22日 1995年12月1日   |
| 50話 | 4-8      | 小さな詩人ピグレット オウルの歌声                       | Piglet's Poohetry Owl's Well That Ends Well            | 1991年11月16日 | （不明） 1995年12月8日        |
| 51話 | 4-9      | プーさんのメリークリスマス                              | Winnie the Pooh and Christmas Too                      | 1991年12月14日 | （不明）                      |

### スペシャル
| 日本(サブタイトル)                | アメリカ(サブタイトル)                  | 放送年(米)     | 収録されたDVD・VHS発売年(日) |
| --------------------------------- | --------------------------------------- | -------------- | ---------------------------- |
| ハロウィンは大さわぎ              | Boo to You Too! Winnie the Pooh         | 1996年10月25日 | 2004年10月8日                |
| みんなの感謝祭                    | A Winnie the Pooh Thanksgiving          | 1998年11月26日 | 2004年11月5日                |
| いつまでも友達                    | Winnie the Pooh: A Valentine for You    | 1999年2月13日  | 2005年2月18日                |
| くまのプーさん みんなのクリスマス | Winnie the Pooh: A Very Merry Pooh Year | 2002年11月12日 | 2003年11月7日                |

詳細不明
- ラビットのゲーム（日本放送日：1995年10月6日）

## 主題歌
「"Pooh Bear"」
スティーブ・ウッド（日本語吹き替え版は石原慎一）によるオープニングテーマ。作詞と作曲はスティーブ・ネルソン。日本語訳詩はバンダイ版含めて非公表。
エンディングテーマは同曲のインストゥルメンタル版と、別テイクの2種類が使用された。

## メディアミックス

### バンダイでの発売
バンダイメディアから発売、いずれも絶版。
- プーさんと森のなかま（日本発売日：1989年4月25日、規格品番：WD108V63149）
- プーさんのはちみつ騒動（日本発売日：1989年5月25日、規格品番：WD108V65151）

### LDでの発売
パイオニアLDCから発売、いずれも絶版である。
- プーさんとニンジンおばけ（日本発売日：1991年5月25日、規格品番：PILA-1062）
- プーさんとふしぎな井戸（日本発売日：1992年3月25日、規格品番：PILA-1120）
- 西部のヒーロー、覆面グマ（日本発売日：1992年3月25日、規格品番：PILA-1121）
- プーさんのびっくり箱（日本発売日：1993年9月17日、規格品番：PILA-1167）
- クリストファー・ロビンを探せ!（日本発売日：1998年11月6日、規格品番：PILA-3007）
- くまのプーさん バレンタインのプレゼント（日本発売日：1997年1月25日、規格品番：PILA-1405）

### VHSのみ発売
いずれも傑作選のような扱いになっており、収録順はバラバラであるほか、複数のVHSに重複して収録されているものもある。2003年現在ほぼ全て絶版。視聴困難となっている。
| ビデオタイトル                                               | 発売日          | 発売日         | 規格品番   | 備考 |
| ------------------------------------------------------------ | --------------- | -------------- | ---------- | --- |
| プーさんとニンジンおばけ                                     | 1988年          | 1991年3月15日  | VWSJ-11021 | 1話のみ収録 |
| 西部のヒーロー、覆面グマ                                     | 1988年          | 1992年3月21日  | VWSJ-11053 | 1話のみ収録 |
| プーさんのメリークリスマス Winnie the Pooh and Christmas Too | 1988年～1991年  | 1992年11月20日 | VWSJ-14123 | 他のディズニーのクリスマスビデオと共に幾度か発売。 収録内容：プーさんのメリークリスマス、発明王ティガー、魔法の耳当て |
| プーさんのメリークリスマス Winnie the Pooh and Christmas Too | 1988年～1991年  | 1993年11月19日 | VWSB-14123 | 他のディズニーのクリスマスビデオと共に幾度か発売。 収録内容：プーさんのメリークリスマス、発明王ティガー、魔法の耳当て |
| プーさんのメリークリスマス Winnie the Pooh and Christmas Too | 1988年～1991年  | 1995年11月17日 | VWSJ-14123 | 他のディズニーのクリスマスビデオと共に幾度か発売。 収録内容：プーさんのメリークリスマス、発明王ティガー、魔法の耳当て |
| プーさんのメリークリスマス Winnie the Pooh and Christmas Too | 1988年～1991年  | 1999年11月19日 | VWSB-4086  | 他のディズニーのクリスマスビデオと共に幾度か発売。 収録内容：プーさんのメリークリスマス、発明王ティガー、魔法の耳当て |
| プーさんのメリークリスマス Winnie the Pooh and Christmas Too | 1988年～1991年  | 2000年11月17日 | VWSJ-4086  | 他のディズニーのクリスマスビデオと共に幾度か発売。 収録内容：プーさんのメリークリスマス、発明王ティガー、魔法の耳当て |
| プーさんのメリークリスマス Winnie the Pooh and Christmas Too | 1988年～1991年  | 2001年11月7日  | VWSJ-4478  | 他のディズニーのクリスマスビデオと共に幾度か発売。 収録内容：プーさんのメリークリスマス、発明王ティガー、魔法の耳当て |
| プーさんのメリークリスマス Winnie the Pooh and Christmas Too | 1988年～1991年  | 2002年11月8日  | VWSJ-4618  | 他のディズニーのクリスマスビデオと共に幾度か発売。 収録内容：プーさんのメリークリスマス、発明王ティガー、魔法の耳当て |
| プーさんのメリークリスマス Winnie the Pooh and Christmas Too | 1988年～1991年  | 2002年11月8日  | VWSB-4918  | 他のディズニーのクリスマスビデオと共に幾度か発売。 収録内容：プーさんのメリークリスマス、発明王ティガー、魔法の耳当て |
| プーさんのメリークリスマス Winnie the Pooh and Christmas Too | 1988年～1991年  | 2003年11月7日  | VWSB-4722  | 他のディズニーのクリスマスビデオと共に幾度か発売。 収録内容：プーさんのメリークリスマス、発明王ティガー、魔法の耳当て |
| プーさんのメリークリスマス Winnie the Pooh and Christmas Too | 1988年～1991年  | 2004年11月5日  | VWSB-4952  | 他のディズニーのクリスマスビデオと共に幾度か発売。 収録内容：プーさんのメリークリスマス、発明王ティガー、魔法の耳当て |
| プーさんのメリークリスマス Winnie the Pooh and Christmas Too | 1988年～1991年  | 2005年11月23日 | VWSJ-4952  | 他のディズニーのクリスマスビデオと共に幾度か発売。 収録内容：プーさんのメリークリスマス、発明王ティガー、魔法の耳当て |
| プーさんのきらきら星                                         | 1989年          | 1991年11月1日  | VWSB-11326 | 1話のみ収録 |
| プーさんとふしぎな井戸                                       | 1989年          | 1992年3月21日  | VWSJ-11052 | 1話のみ収録 |
| バレンタインのプレゼント Un-Valentine's Day                  | 1989年          | 1997年1月24日  | VWSB-4174  | プーさんと遊ぼうシリーズ 1話のみ収録                                                                                  |
| バレンタインのプレゼント Un-Valentine's Day                  | 1989年          | 1997年1月24日  | VWSJ-4174  | プーさんと遊ぼうシリーズ 1話のみ収録                                                                                  |
| バレンタインのプレゼント Un-Valentine's Day                  | 1989年          | 2002年1月25日  | VWSB-4538  | プーさんと遊ぼうシリーズ 1話のみ収録                                                                                  |
| バレンタインのプレゼント Un-Valentine's Day                  | 1989年          | 2005年2月18日  | VWSJ-4992  | プーさんと遊ぼうシリーズ 1話のみ収録                                                                                  |
| プーさんの待て待てボトル                                     | 1989年 - 1990年 | 1993年9月17日  | VWSJ-14103 | 収録内容：プーさんの待て待てボトル、ティガーのジャンプ、僕どろんこ大好き、もういいかい？イーヨー                      |
| プーさんの待て待てボトル                                     | 1989年 - 1990年 | 2000年9月20日  | VWSJ-4380  | 収録内容：プーさんの待て待てボトル、ティガーのジャンプ、僕どろんこ大好き、もういいかい？イーヨー                      |
| プーさんの待て待てボトル                                     | 1989年 - 1990年 | 2002年6月19日  | VWSB-4588  | 収録内容：プーさんの待て待てボトル、ティガーのジャンプ、僕どろんこ大好き、もういいかい？イーヨー                      |
| プーさんの待て待てボトル                                     | 1989年 - 1990年 | 2002年6月19日  | VWSJ-4588  | 収録内容：プーさんの待て待てボトル、ティガーのジャンプ、僕どろんこ大好き、もういいかい？イーヨー                      |
| プーさんのびっくり箱                                         | 1989年 - 1990年 | 1993年9月17日  | VWSJ-14133 | 収録内容：ぼくのヒーロー、夕食に来たネズミ、オウルの羽、ティガーは森の王様                                            |
| プーさんのびっくり箱                                         | 1989年 - 1990年 | 1993年9月17日  | VWSB-14133 | 収録内容：ぼくのヒーロー、夕食に来たネズミ、オウルの羽、ティガーは森の王様                                            |
| プーさんのびっくり箱                                         | 1989年 - 1990年 | 2000年9月20日  | VWSJ-4382  | 収録内容：ぼくのヒーロー、夕食に来たネズミ、オウルの羽、ティガーは森の王様                                            |
| プーさんのびっくり箱                                         | 1989年 - 1990年 | 2000年9月20日  | VWSB-4382  | 収録内容：ぼくのヒーロー、夕食に来たネズミ、オウルの羽、ティガーは森の王様                                            |
| プーさんのびっくり箱                                         | 1989年 - 1990年 | 2002年6月19日  | VWSB-4586  | 収録内容：ぼくのヒーロー、夕食に来たネズミ、オウルの羽、ティガーは森の王様                                            |
| プーさんのびっくり箱                                         | 1989年 - 1990年 | 2002年6月19日  | VWSB-4382  | 収録内容：ぼくのヒーロー、夕食に来たネズミ、オウルの羽、ティガーは森の王様                                            |
| プーさんのびっくり箱                                         | 1989年 - 1990年 | 1993年9月17日  | VWSB-14133 | 収録内容：ぼくのヒーロー、夕食に来たネズミ、オウルの羽、ティガーは森の王様                                            |
| プーさんのびっくり箱                                         | 1989年 - 1990年 | 1993年9月17日  | VWSJ-14133 | 収録内容：ぼくのヒーロー、夕食に来たネズミ、オウルの羽、ティガーは森の王様                                            |
| プーさんのびっくり箱                                         | 1989年 - 1990年 | 2002年6月19日  | VWSJ-4586  | 収録内容：ぼくのヒーロー、夕食に来たネズミ、オウルの羽、ティガーは森の王様                                            |
| プーさんのびっくり箱                                         | 1989年 - 1990年 | 2002年6月19日  | VWSB-4586  | 収録内容：ぼくのヒーロー、夕食に来たネズミ、オウルの羽、ティガーは森の王様                                            |
| プーさんの楽しいパーティ Pooh Party                          | 1994年2月18日   | 1994年12月22日 | VWSJ-4036  | プーさんと遊ぼうシリーズ Winnie The Pooh Playtime 米国では1994年から1996年にかけて発売。                              |
| プーさんの楽しいパーティ Pooh Party                          | 1994年2月18日   | 1994年12月22日 | VWSB-4036  | プーさんと遊ぼうシリーズ Winnie The Pooh Playtime 米国では1994年から1996年にかけて発売。                              |
| プーさんの大冒険 Cowboy Pooh                                 | 1994年2月18日   | 1994年12月22日 | VWSJ4032   | プーさんと遊ぼうシリーズ Winnie The Pooh Playtime 米国では1994年から1996年にかけて発売。                              |
| おかしな探偵ティガー Detective Tigger                        | 1994年2月18日   | 1994年12月22日 | VWSJ-4034  | プーさんと遊ぼうシリーズ Winnie The Pooh Playtime 米国では1994年から1996年にかけて発売。                              |
| おかしな探偵ティガー Detective Tigger                        | 1994年2月18日   | 1994年12月22日 | VWSB-4034  | プーさんと遊ぼうシリーズ Winnie The Pooh Playtime 米国では1994年から1996年にかけて発売。                              |
| プーさんの楽しいゲーム Fun 'n Games                          | 1995年7月21日   | 1996年5月17日  | VWSJ-4120  | プーさんと遊ぼうシリーズ Winnie The Pooh Playtime 米国では1994年から1996年にかけて発売。                              |
| プーさんの楽しいゲーム Fun 'n Games                          | 1995年7月21日   | 1996年5月17日  | VWSB-4120  | プーさんと遊ぼうシリーズ Winnie The Pooh Playtime 米国では1994年から1996年にかけて発売。                              |
| 友達と助けあおうね Helping others                            | 1994年3月6日    | 1995年4月21日  | VWSJ-4550  | プーさんの森の学校シリーズ 2002年03月29日に再発売                                                                     |
| 友達と助けあおうね Helping others                            | 1994年3月6日    | 1995年4月21日  | VWSB-4550  | プーさんの森の学校シリーズ 2002年03月29日に再発売                                                                     |
| みんなと仲良く Sharing and Caring                            | 1994年3月6日    | 1995年4月21日  | VWSJ-4552  | プーさんの森の学校シリーズ 2002年03月29日に再発売                                                                     |
| みんなと仲良く Sharing and Caring                            | 1994年3月6日    | 1995年4月21日  | VWSB-4550  | プーさんの森の学校シリーズ 2002年03月29日に再発売                                                                     |
| 大きくなってもお友だち Growing Up                            | 1994年7月21日   | 1996年5月17日  | VWSJ-4122  | プーさんの森の学校シリーズ 2002年03月29日に再発売                                                                     |
| Pooh Wishes                                                  | 1997年 - 1998年 | 未発売         | 未発売     | Pooh Friendshipシリーズ                                                                                               |
| Clever Little Piglet                                         | 1997年 - 1998年 | 未発売         | 未発売     | Pooh Friendshipシリーズ                                                                                               |
| Tigger- Ific Tales!                                          | 1997年 - 1998年 | 未発売         | 未発売     | Pooh Friendshipシリーズ                                                                                               |
| Imagine that Christpher Robin!                               | 1997年 - 1998年 | 未発売         | 未発売     | Pooh Friendshipシリーズ                                                                                               |
| There CHEERSFOR EEYORE & RABBIT!                             | 1997年 - 1998年 | 未発売         | 未発売     | Pooh Friendshipシリーズ                                                                                               |
| Spookable Fun                                                | 2000年10月16日  | なし           | -          | |

### 実際にはゲームや長編作品をメインとするもの
DVDのみの発売。すべて短編テレビアニメ作品も複数収録されているため紹介。お互いの間での重複はないが、VHSのシリーズとの重複がある。2015年現在どちらも絶版。レンタル以外では視聴困難。
| DVDタイトル                              | 発売日 | 発売日         | 規格品番  | 備考         |
| ---------------------------------------- | ------ | -------------- | --------- | ------------ |
| くまのプーさんのバースデイ・パーティ     | 2003年 | 2004年8月6日   | VWDS-4902 |              |
| くまのプーさん 冬の贈りもの 10周年記念版 | 2003年 | 2004年11月18日 | VWDG-4944 | レンタル限定 |
| くまのプーさん 冬の贈りもの 10周年記念版 | 2003年 | 2009年11月18日 | VWDS-5510 |              |
| くまのプーさん 冬の贈りもの 10周年記念版 | 2003年 | 2022年11月16日 | VWDS-7418 |              |

### 過去作VHSの内容にスペシャル中編を加えたもの
すべてVHSとDVDの両方が発売。2015年現在ほぼ全て絶版。レンタル以外では視聴困難。
| ソフトタイトル                                                | 発売日        | 発売日         | 規格品番 (VHS) | 規格品番 (DVD) | 備考 |
| ------------------------------------------------------------- | ------------- | -------------- | -------------- | -------------- | --- |
| プーさんのオバケたいじ Spookable Fun and Boo to You, Too!     | 2003年10月6日 | 2004年10月8日  | VWSJ-4712      | VWDS-4712      | 前述のSpookable Funの内容をイントロダクション・幕間込みで移植し、「くまのプーさん ハロウィンは大騒ぎ!」を加えている。       |
| びっくりプレゼント Un-Valentine's Day and A Valentine for You | 2003年        | 2004年10月20日 | VWSJ-4992      | VWDS-4992      | 前述のバレンタインのプレゼントの内容をイントロダクション・幕間込みで移植し、「くまのプーさん いつまでも友達」を加えている。 |

### 英語名：The Magical World of Winnie The Pooh
すべてVHSとDVDの両方が発売。こちらは上記のシリーズと重複しているものはあるが、下記の間で重複しているものはない。2015年現在ほぼ全て絶版。レンタル以外では視聴困難。
| ソフトタイトル         | 発売日        | 規格品番 (VHS) | 規格品番 (DVD) | 備考 |
| ---------------------- | ------------- | -------------- | -------------- | ---- |
| 宝物を探せ!            | 2003年9月18日 | VWSJ-4708      | VWDS-4708      |      |
| ボールで遊ぼう!        | 2003年9月18日 | VWSJ-4710      | VWDS-4710      |      |
| プーさんのおひっこし   | 2004年1月21日 | VWSJ-4738      | VWDS-4738      |      |
| 最高のおくりもの       | 2004年1月21日 | VWSJ-4736      | VWDS-4736      |      |
| プーさんとふしぎな井戸 | 2004年4月23日 | VWSJ-4740      | VWDS-4740      |      |
| みんな仲良し           | 2004年4月23日 | VWSJ-4762      | VWDS-4762      |      |
| だいじな友だち         | 2004年10月8日 | VWSJ-4906      | VWDS-4906      |      |
| いつでもいっしょ       | 2004年10月8日 | VWSJ-4904      | VWDS-4904      |      |

## スタッフ
- 原作 - A・A・ミルン
- 原作イラスト - E・H・シェパード
- 総監督 - ケン・ケッセル
- チーフディレクター - 芝山努[1]（第1期）
- キャラクターデザイン - レオナルド・スミス
- 音楽 - トム・シャープ
- 制作協力 - 亜細亜堂（第1期）
- アニメーション制作 - 東京ムービー新社（第1期）→ウォルト・ディズニー・アニメーション・オーストラリア、ウォルト・ディズニー・アニメーション・ジャパン、ウォルト・ディズニー・アニメーション・UK、ワン・フィルム・プロダクション（英語版）[31]、ハンホ興業（英語版）（第2期 - 第4期）
- 製作 - ディズニー・テレビジョン・アニメーション

## 日本語版制作スタッフ
- 演出：伊達康将/木村絵理子/向山宏志/高橋剛
- 翻訳/訳詞：東北新社/中村久世
- 録音制作：（株）東北新社
- 日本語版制作著作：Disney Character Voices International, Inc.

## ストリーミング配信
日本では2019年11月23日からディズニーデラックスでシーズン1（22話分）が配信された。その後はDisney+に移行後、2021年3月5日からシーズン2からシーズン4（28話分）が配信されている。日本語吹き替え版についてはVHS版と日本語吹替1・2・3（参照）に対応しているが、『プーさんのきらきら星』のみDVD「くまのプーさん 冬の贈りもの 10周年記念版」に収録された日本語音声を流用している。また、『プーさんのメリークリスマス』は未配信。